# Moos (Fraktion, Gemeinde St. Veit in Defereggen)
Moos ist eine der sechs Fraktionen der Gemeinde St. Veit in Defereggen im Bezirk Lienz (Osttirol). Die Fraktion besteht aus mehreren Rotten, Weilern und Einzelsiedlungen.

## Geographie
Die Fraktion Moos ist die östlichste Fraktion des St. Veiter Gemeindegebiets. Sie umfasst die Südabhänge der Lasörlinggruppe zwischen Melspitze (2641 m ü. A.), Deferegger Höhe (2597 m ü. A.) und Kreuzberg (2743 m ü. A.). Im Westen bildet der Durbach die Grenze zur St. Veiter Fraktion Görtschach, im Osten der Birkbach die Grenze zu Plon bzw. Lerch der Gemeinde Hopfgarten in Defereggen.
Wie auch die meisten anderen Fraktionen der Gemeinde liegt die Fraktion Moos ausschließlich auf der Sonnenseite des Defereggentals nördlich der Schwarzach. Erreichbar ist die Fraktion über die Defereggentalstraße (L25), von der nach Herma-von-Schuschniggkapelle die Sankt Veiter Straße abzweigt. Folgt man dieser zum Bauernhof Kurzthal, so zweigt in der Folge eine Straße nach Osten ab, die über den Einzelhof Niege (Fraktion Görtschach) und den Durbach in die Fraktion Moos führt. Westlichste Siedlung von Moos ist der Weiler Mellitz. Folgt man hier der Straße nach Osten weiter, so überschreitet man zunächst den Mellitzgraben und erreicht in der Folge eine Abzweigung, die nach Süden zu den Einzelsiedlungen Gampele und Unterbergl bzw. nach Norden zum Weiler Oberbergl (auch Bergl) führt. Weiter im Osten erreicht die Straße nach Überschreitung des Moosbachs den Weiler Moos sowie die im äußersten Osten gelegenen Einzelsiedlungen Köfele und Birk.
Hoch über Mellitz befindet sich die Mellitzalm. Nördlich davon lag zudem früher die Durbachalm.

## Geschichte
Moos umfasste 1869 22 Häuser und 185 Einwohner. Im Jahr 1890 wurden für Moos 25 Häuser und 171 Einwohner gezählt, die allesamt katholischen Glaubens waren. Dabei umfasste das Dorf Moos mit den Einzellagen Birk, Köfele und Unterbergl 15 Häuser mit 102 Menschen, der Weiler Bergl sechs Häuser mit 37 Einwohnern und die Rotte Mellitz 4 Häuser mit 32 Einwohnern. Bis zum Jahr 1910 schrumpfte die Bevölkerung leicht auf 147 Einwohner in 29 Häusern.
1923 lebten in der Fraktion Moos 138 Menschen in 29 Häusern. 1951 beherbergte Moos 129 Menschen in 24 Häusern. 1981 waren es noch 142 Menschen in 20 Häusern.
Zuletzt wurden für Moos 99 Einwohner in 23 Gebäuden sowie 18 land- und forstwirtschaftliche Betriege gezählt.